# Parque Científico y Tecnológico de Yucatán

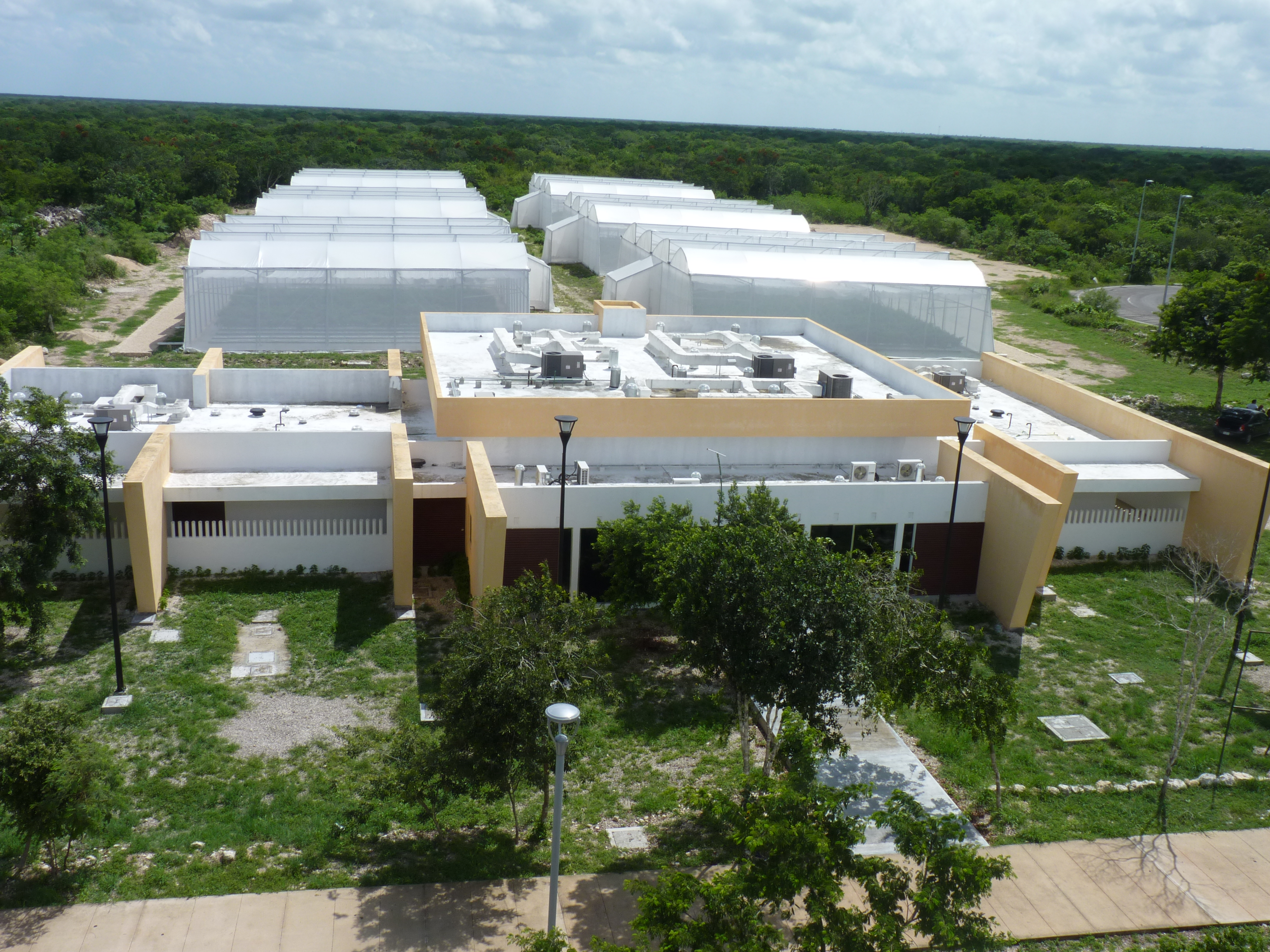
La Unidad Productora de Semillas (UPS) del CICY en el PCTY.

El Parque Científico y Tecnológico de Yucatán (PCTY) es un parque de investigación ubicado en el municipio de Mérida, en el estado de Yucatán, México. El complejo científico fue creado en 2008 e inaugurado en 2015 y se localiza más específicamente en la comisaría de Sierra Papacal a unos 36 km al noroeste del centro de la ciudad de Mérida. Es miembro completo de la Asociación Internacional de Parques Científicos y Áreas de Innovación (IASP) desde el año 2017.
Con una extensión de más de 200 ha o 2 km2, en este parque varios organismos tanto del sector público como privado, así como empresas y universidades, llevan a cabo sus labores de investigación científica, principalmente en las áreas de biotecnología, tecnología ambiental sostenible y Tecnologías de la Información (TI), entre ellos el CICY, el CINVESTAV, ECOSUR, el CIMAT, el CIESAS, la CNH, el CentroGeo, la Universidad Marista, la UNAM, entre otros.

## Historia
En 2007 se concibe la idea de crear un parque científico y tecnológico en el estado por parte de un grupo de empresarios y científicos yucatecos. En 2008 se crea oficialmente el Parque Científico y Tecnológico de Yucatán, y al año siguiente la entonces gobernadora de Yucatán Ivonne Ortega Pacheco anuncia la construcción del parque, cuyas obras empezaron hasta el año 2011.
El parque científico fue finalmente inaugurado el 3 de diciembre de 2015 por el entonces presidente de México Enrique Peña Nieto en compañía del entonces gobernador de Yucatán Rolando Zapata Bello. Tuvo una inversión inicial de más de 300 millones de pesos mexicanos siendo destinada al final una suma de más de 1 000 millones de pesos, cantidad que pocas veces se destina para este tipo de proyectos en el país.

## Integrantes
El PCTY está integrado tanto por organismos públicos y privados como por empresas, secretarías, instituciones de educación superior y centros de investigación. Destacan el Centro de Investigación Científica de Yucatán (CICY), el Centro de Investigación en Matemáticas (CIMAT), El Colegio de la Frontera Sur (ECOSUR), el Centro de Investigaciones y Estudios Superiores en Antropología Social (CIESAS), el Centro de Investigación en Ciencias de Información Geoespacial (CentroGeo), la Comisión Nacional de Hidrocarburos (CNH), el Centro de Investigación y Asistencia en Tecnología y Diseño del Estado de Jalisco (CIATEJ), el Instituto de Investigación Científica y Estudios Avanzados Chicxulub (IICEAC) y algunos centros de investigación de universidades como la Universidad Marista y la Universidad Nacional Autónoma de México (UNAM). Entre las empresas destaca Gran Maizal, la cual produce un whisky a base de maíz criollo que ha tenido cierto éxito en Estados Unidos.

## Características
El parque fue fundado originalmente como una asociación civil, sin embargo, fue transformado a partir del año 2023 como un organismo público descentralizado del Gobierno del Estado de Yucatán sectorizado a la Secretaría de Ciencia, Humanidades, Tecnología e Innovación (SECIHTI). Ocupa una superficie de más de 200 hectáreas y cuenta con aulas, bibliotecas, restaurante, un jardín botánico, una biofábrica, un banco de germoplasma, museos y varios laboratorios en los que se lleva a cabo investigación biotecnológica con tecnología punta únicos en su tipo en la región. También posee una litoteca que almacena testigos y muestras geológicas y que ha sido reconocida por sus buenas prácticas a nivel mundial.